# Kronoborgs härad
Kronoborgs härad var ett härad i Viborgs län. Häradet upplöstes efter fortsättningskriget, eftersom huvuddelen av dess område avträddes till Sovjetunionen.
Ytan (landsareal) var 2116,7 km² 1910; häradet hade 31 december 1908 37.290 invånare med en befolkningstäthet av 17,6 inv/km².

## Ingående kommuner
De ingående landskommunerna var 1910 som följer:
- Jakimvaara, finska: Jaakkima
- Kronoborg, finska: Kurkijoki
- Parikkala

Simpele avskildes 1922 från Parikkala, Lumivaara 1923 från Jakimvaara, Lahdenpohja köping 1924 från Jakimvaara och Saari 1928 från Parikkala. De delar av Parikkala, Saari och Simpele som var kvar i Finland efter fortsättningskriget överfördes till Jäskis härad.